# Lương Trung
Lương Trung là một xã thuộc huyện Bá Thước, tỉnh Thanh Hóa, Việt Nam.
Xã có diện tích 44,95 km², dân số năm 1999 là 4710 người, mật độ dân số đạt 105 người/km².